# Oeloes Boeloenski
De oeloes Boeloenski (Jakoets: Булуҥ улууһа; Buluŋ uluuha, Russisch: Булунский улус; Boeloenski oeloes) is een oeloes (gemeentelijk district) in het noorden van de Russische autonome deelrepubliek Jakoetië. Het bestuurlijk centrum is de havenplaats Tiksi aan de Laptevzee, dat over de weg op 1694 kilometer, over water op 1703 kilometer en door de lucht op 1270 kilometer van Jakoetsk ligt. De bevolking van de oeloes bedroeg respectievelijk 17.630 en 9.775 personen bij de volkstellingen van 1989 en 2002, waarmee deze met 44,6% is gedaald in 13 jaar tijd.
De belangrijkste bevolkingsgroepen bij de volkstelling van 1989 waren de Russen (53,1%), Jakoeten (13,9%), Evenken (11,8%) en Evenen (2,2%). Sinds de val van de Sovjet-Unie twee jaar later is de Noordelijke Zeeroute ingestort en zijn veel Russen daarop uit het gebied vertrokken.

## Geografie
De oeloes omvat ongeveer 223.600 km² (ruim 5 keer zo groot als Nederland) en bestaat uit de regio rond de benedenloop van de rivier de Lena, die hier via de enorme Lenadelta in de Laptevzee stroomt. Als zodanig ligt de regio geheel boven de noordpoolcirkel. De oeloes ligt in een bergachtig gebied met aan de oostzijde van de Lena het Charaoelachgebergte ( de noordelijke uitloper van het Verchojanskgebergte) en aan westzijde het Tsjekanovgebergte en het Kystykplateau. Het noorden vormt onderdeel van het Noord-Siberisch Laagland.
De grootste rivieren die door de oeloes stromen zijn de Lena (benedenloop) en de Oljonok (benedenloop). Ook bevinden zich er veel meren, met name in de Lenadelta. In de Lenadelta bevindt zich de zapovednik Oest-Lenski, waar veel vogelsoorten nestelen.
Er bevinden zich voorkomens van goud, diamanten, steenkool en bruinkool, gips en anhydriet.
De gemiddelde temperaturen variëren er tussen -32 (noorden) en -40 °C (zuidwesten) in januari en +4 °C (noorden) tot +14 °C (zuiden) in juli. De gemiddelde jaarlijkse neerslag varieert van 150 tot 200 mm in het noorden en 250 tot 300 mm in het zuiden.
De oeloes wordt begrensd door de Laptevzee in het noorden, de oeloessen Anabarski en Olenjokski in het westen, de oeloessen Zjiganski en Eveno-Bytantajski in het zuiden, de oeloes Verchojanski in het zuidoosten en de oeloes Oest-Janski in het oosten.

## Economie
De belangrijkste plaats in het gebied is de havenplaats Tiksi, die wordt gezien als de belangrijkste zeehaven van Jakoetië, maar momenteel door het uitvallen van de Noordelijke Zeeroute een kwakkelend bestaan leidt. Er bevindt zich enige landbouw in de vorm van rendierhouderijen, visserij en bonthandel. In de oeloes bevinden zich een viertal sovchozen, een kolchoz, een boerderij en een clanbedrijf. In Tiksi bevindt zich een visfabriek en een aantal bedrijven voor de lokale regio.
De oeloes kent geen wegen en voor het transport zijn de inwoners daardoor aangewezen op de waterwegen en luchthaven Tiksi.
| 1959  | 1970   | 1979   | 1989   | 2002  |
| ----- | ------ | ------ | ------ | ----- |
| 9.918 | 12.821 | 15.199 | 17.630 | 9.775 |

## Plaatsen
De oeloes telt 9 bewoonde plaatsen (s = selo, p = posjolok, pgt = nederzetting met stedelijk karakter). De plaatsen liggen allemaal aan een rivier of aan de kust; Kjoesjoer en Siktjach aan de rivier de Lena, Oest-Olenjok, Sklad en Tajmylyr aan de rivier de Olenjok, Namy aan de rivier de Omoloj, Najba aan de Chara-Oelachbaai, Tiksi aan de Tiksibaai en Bykovski op een schiereiland aan de Laptevzee.
| Plaatsen in de oeloes Boeloenski |              |             |               |                |                |               |                 |
| Type                             | Naam         | Russisch    | Inwoneraantal | Inwoneraantal  | Inwoneraantal  | Inwoneraantal | nasleg          |
| Type                             | Naam         | Russisch    | (census 2002) | (telling 2001) | (telling 1999) | (census 1989) | nasleg          |
| p                                | Bykovski     | Быковский   |               | 350            | 500            | 627           | (Bykovski)      |
| s                                | Kjoesjoer    | Кюсюр       |               | 1.718          |                |               | Boeloenski      |
| s                                | Najba        | Найба       |               | 624            |                | 800           | Chara-Oelachski |
| s                                | Namy         | Намы        |               | 627            |                |               | Borogonski      |
| s                                | Oest-Olenjok | Усть-Оленек |               | 76             |                |               | Ystannachski    |
| s                                | Poljarka     | Полярка     | verlaten      | verlaten       | verlaten       | 200           | (Tiksi)         |
| s                                | Siktjach     | Сиктях      |               | 267            |                | 300           | Siktjachski     |
| s                                | Sklad        | Склад       |               | 90             |                |               | Toematski       |
| s                                | Tajmylyr     | Таймылыр    |               | 879            |                | 1.200         | Tjoemetinski    |
| pgt                              | Tiksi        | Тикси       | 5.873         |                | 5.900          | 11.649        | (Tiksi)         |
| s                                | Tsjekoerovka | Чекуровка   | verlaten      | verlaten       | verlaten       | verlaten      | Boeloenski      |

Andere plaatsen die al in de sovjetperiode werden verlaten zijn Bystrannach-Chotsjo (aan de westzijde van de Lenadelta) en Tit-Ary (ten zuiden van de Lenadelta).